# Alice Bridges
Alice Bridges (Estados Unidos, 19 de julio de 1916-5 de mayo de 2011) fue una nadadora estadounidense especializada en pruebas de estilo espalda, donde consiguió ser medallista de bronce olímpica en 1936 en los 100 metros.

## Carrera deportiva
En los Juegos Olímpicos de Berlín 1936 ganó la medalla de bronce en los 100 metros espalda, con un tiempo de 1:19.4 segundos, tras las nadadoras neerlandesas Nida Senff (oro con 1:18.9 segundos) y Rie Mastenbroek.